# Роза Сенсат
Роза Сенсат і Вілья (17 червня 1873 — 1 жовтня 1961) —  каталонська вчителька. Вона сприяла розвитку державних каталонських шкіл протягом першої третини 20 -го століття.

## Біографія
Вона провела освітні дослідження в Барселоні і в Мадриді, в Escuela Central de Magisterio (Центральне Освіта Дослідження Шкіл). Після цього вона вчилася в Женевському Інституті Руссо та інших європейських школах, де вона дізналася про нові освітні тенденції.
У 1900 вона пройшла державні іспити. Вийшла заміж за Давида Феррера в 1903 році, і пара переїхала до Барселони. Через рік народилася їхня перша донька , Анжела Феррер і Сенсат .
Роза Сенсат поширювала нові освітні тенденції, і в 1914 році вона стала першим директором секції дівчаток Барселонської школи. У 1921 році вона отримала замовлення на проектування програми досліджень для Барселонського Barcelona's Institut de Cultura i Biblioteca Popular de la Dona, культурного центру, створеного в 1909 Франческою Бонемасьон , який був першим центром жіночої освіти в Європі.  Протягом цього періоду Роза Сенсат читала курси та конференції для освітніх програм Макамунітат Каталонії, в літніх школах, а також у Institut de Cultura i Biblioteca Popular de la Dona . Вона також брала участь у кількох міжнародних конференціях за освітою, наприклад , 1-й національній конференції з початкової освіти (Барселона , 1909) , 3-й міжнародній конференції з освіти (Париж , 1922), та конференції в Ніцці (1932).